# یوگنیا ساوارانسکا
یوگنیا ساوارانسکا (انگلیسی: Yevgenia Savranska؛ زادهٔ ۲۰ فوریهٔ ۱۹۸۴) تنیس‌باز اهل اوکراین است.